# (1129) Неуймина
(1129) Неуймина (лат. Neujmina) — небольшой астероид главного пояса, который принадлежит к спектральному классу S. Он был обнаружен 8 августа 1929 года исследователем малых планет Прасковьей Пархоменко (открыла 2 астероида) в Симеизской обсерватории и назван в честь русского (советского) астронома Григория Неуймина.

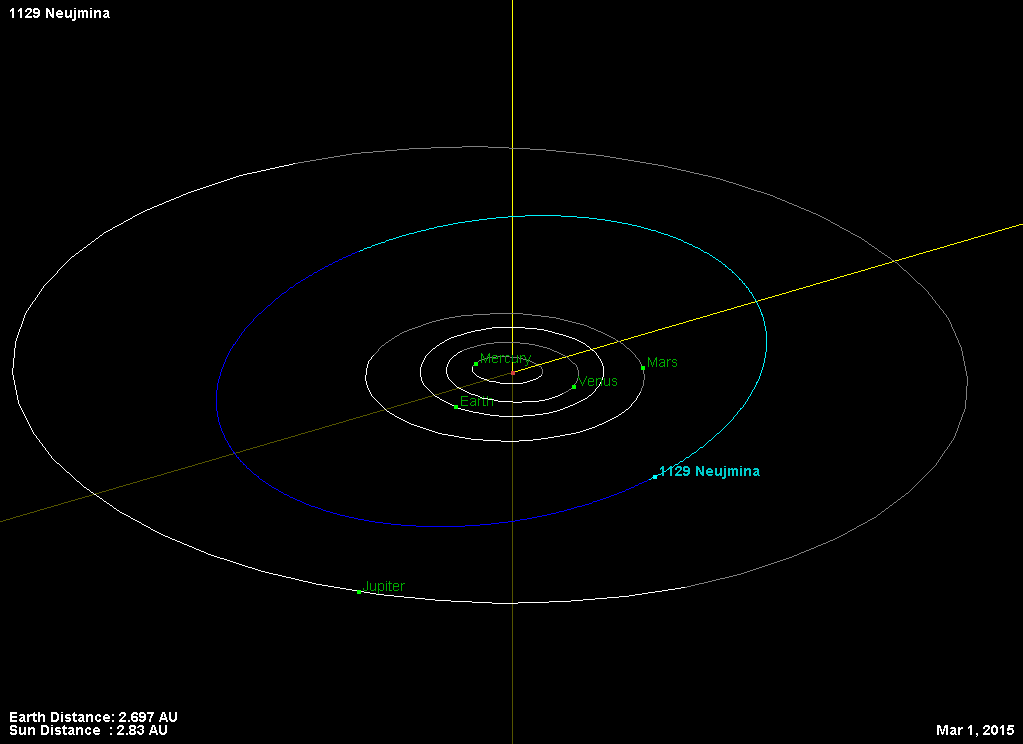
Орбита астероида Неуймина и его положение в Солнечной системе